# سیس‌اینترنالز
سیس‌اینترنالز (انگلیسی: Sysinternals) شرکت نرم‌افزار آمریکایی است، که در سال ۱۹۹۶ توسط مارک راسینوویچ تأسیس شد.